# Gare de Pondrôme
La gare de Pondrôme est une ancienne gare ferroviaire belge de la ligne 166, de (Dinant) Y Neffe à Bertrix, située à Pondrôme, section de la commune de Beauraing, en Région wallonne dans la province de Namur.
Elle est mise en service en 1898 par les Chemins de fer de l'État belge et ferme en 1993.

## Situation ferroviaire
Établie à 242 mètres d'altitude, la gare de Pondrôme est située au point kilométrique (PK) 29,1 de la ligne 166, de (Dinant) Y Neffe à Bertrix, entre la halte de Martouzin et le point d'arrêt de Thanville, également fermés.

## Histoire
La station de Pondrôme est mise en service le 1er août 1898 par les Chemins de fer de l'État belge, lorsqu'ils ouvrent à l'exploitation la section de Beauraing à Pondrôme. La ligne est prolongée vers Vonêche et Gedinne, respectivement les 1er octobre 1898 et 20 octobre 1899. 
Comme les autres petites gares de l'Athus-Meuse bâties après 1895, elle est pourvue d'un bâtiment de gare de plan type 1881. Celui Pondrôme possède une aile de trois travées disposée à gauche. L'existence d'une halle aux marchandises, qui accompagnait souvent les gares de cette taille, est à confirmer.
Après la suppression des dessertes voyageurs de Pondrôme le 26 septembre 1993, le bâtiment a été reconverti en café de la gare.